# Valdorf škola
Valdorf škole su jedna od najrasprostranjenijih vrsta alternativnih škola danas u svetu.

## Istorija Valdorf škole
Prvu Valdorf školu otvorio je Rudolf Štajner 07. septembra 1919. godine u Štutgartu, u Nemačkoj. To je bila sveobuhvatna škola za dečake i devojčice, namenjena za 256 dece radnika fabrike Valdorf Astorija, po kojoj je škola i dobila ime. Ova škola je postala model za sve sledeće škole, tako da su sve 187 Valdorf škole sveobuhvatne, traju 12 godina i rade po modelu 8+4 i sve su koedukacione. Interesovanje za ovu vrstu škole stalno je raslo tokom 20. veka i postepeno se širilo na sve kontinente.

### Nastanak Valdorf škole
Ideja za Valdorf školu nastala je u periodu posle Prvog svetskog rata kada je Rudolf Štajner u više navrata na svojim predavanjima govorio o tome da su nevolje rata mogle biti izbegnute da su ljudi imali vaspitanje koje bi ih učilo da razmišljaju i da preuzimaju odgovornost za svoj život i postupke.
Osnova za izgrađivanje Štajnerove vaspitne teorije i Valdorf škole bilo je antropozofsko učenje. Antropozofija je duhovna nauka, odnosno nauka o telu, duhu i duši i njihovoj međusobnoj povezanosti. Ona, slično pojedinim prirodnim naukama, pokušava da objasni čoveka, ali dok se prirodne nauke u svom proučavanju zadržavaju na materijalnom svetu, antropozofija se bavi vanmaterijalnim aspektima čoveka. Valdorf škole su celodnevne, sa ritmom aktivnosti koji omogućava učenicima da se ne zamaraju, i stalno podiže njihov telesni i duhovni potencijal do maksimuma. U njima učenici provode po dvanaest godina, u razredima koji su struktuirani po godištima, i u kojima nema ponavljanja razreda, niti brojčanog ocenjivanja.

## Nastavni plan
Svaki dan počinje teorijskom nastavom u blok-času od 100 minuta koji se naziva glavni čas ili glavna nastava, obradom glavne teme određene za taj period. Holistički pristup kurikulumu zahteva od nastavnika da na svakom času postigne jedinstvo znanja i iskustva, da uključi sadržaje nekoliko akademskih predmeta, da omogući učenicima raznovrsne aktivnosti i da ih poveže koristeći maštovite i kreativne metode i materijale. Često se koriste slikanje, muzika ili drama, a na kraju časova se učenicima ostavlja vremena da zapišu značajna zapažanja, zbog toga je za glavni čas i predviđeno najviše vremena. Blok-čas predstavlja početak radnog dana, zatim slede kraći blokovi nastave od po 45 ili 50 minuta određeni za učenje matematike, religije, umetnosti ili stranih jezika. Na kraju dana dolaze praktične i umetničke aktivnosti. Odsustvo ocenjivanja u potpunosti  otklanja pritisak koji deca trpe u tradicionalnim školama. Posebno je značajno što su pošteđena ispita na prelazima među nivoima školovanja (11-12 i 15-16 godina), i svrstavanja u grupe na osnovu svojih postignuća na testovima.
U programu osnovne Valdorf škole euritmija je obavezni nastavni predmet. Prožimajući telo duševnim pokretima, ona neguje harmoničan odnos duhovno-duševnoga sa telesnim. Preko euritmijske umetnosti telo se oblikuje kao instrument i time kao sredstvo umetničkog izražavanja, te se razvija telesna inteligencija i stvara važna potpora harmonijskom razvoju mladog čoveka.  Euritmija se izdvaja kao izuzetno sredstvo oplemenjivanja i razvoja socijalne kompetencije dece jer je povezana sa uživljavanjem u pokret drugoga pri grupnim koreografijama, te unapređuje razvoj empatije i emocionalno izražavanje.
Valdorf škola se odlikuje time da je učenje svih sadržaja usmereno od celine prema delovima. Drugo značajno načelo kojim se rukovodi nastavnik je načelo egzemplarnosti – ono obavezuje na posmatranje pojedinačnog u okviru celine (sintetički proces), i razumevanje svih relacija u tom odnosu. Na toj osnovi se razrađuje platforma za učenje u koncentričnim krugovima.

## Značaj  Valdorf škole
Valdorf škole su se pokazale kao zaokružen i celovit sistem. Savremenoj vaspitnoj teoriji su izazov i inspiracija, pogotovu jer se pokazalo da su mnoga tvrđenja koja su nastala u antropozofskom pogledu na dete, kasnije potvrđena u psihologiji, fiziologiji i neuronaukama. Valdorf pedagogija nudi razvojni okvir deteta koji je u saglasnosti sa rezultatima istraživanja neuronauka i razvoja određenih funkcija mozga.Značajan aspekt svoje organizacije koje su uspele da održe tokom vremena je da funkcionišu kao nezavisne, samoupravljačke jedinice i ne podležu nikakvoj spoljnoj kontroli.